# Conduttore di flottiglia

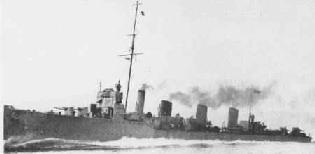
Lo HMS Broke, cacciatorpediniere conduttore britannico della prima guerra mondiale

Nella terminologia delle marine militari, un conduttore di flottiglia è l'unità navale designata al comando e al coordinamento tattico di una flottiglia composta da una o più squadriglie di cacciatorpediniere o di unità più piccole; sul conduttore di flottiglia è quindi imbarcato il comandante della flottiglia con il suo stato maggiore.
Benché il ruolo di "conduttore di flottiglia" sia stato spesso assunto da incrociatori leggeri o esploratori, esistono anche unità espressamente dedicate a ciò e che rappresentano fondamentalmente una versione ingrandita e potenziata degli stessi cacciatorpediniere che dirigono, e che quindi assumono la designazione di cacciatorpediniere conduttore.

## Storia
I cacciatorpediniere erano nati per contrastare le torpediniere, piccole unità siluranti che per svolgere una funzione tattica contro le navi di linea venivano impiegate in formazioni composte da numerose unità, ma per poterle contrastare più efficacemente dovevano essere organizzati con gli stessi criteri e per questo motivo vennero organizzati in formazioni dette flottiglie, composte a sua volta da formazioni più piccole denominate squadriglie, che avevano bisogno di un'unità più grande per il coordinamento tattico durante l'azione. Inizialmente, tra la fine del XIX secolo e all'inizio del XX secolo, in una flottiglia di cacciatorpediniere, il ruolo di "Conduttore di Flottiglia" veniva svolto da un incrociatore leggero o un esploratore. Successivamente vennero utilizzati cacciatorpediniere di maggiore dislocamento e con un armamento superiore, ed attrezzati in modo particolare per svolgere funzioni di comando e coordinamento; i "caccia conduttori", che disponevano di locali e attrezzature per ospitare il Comando di Flottiglia, gli ufficiali di macchina, gli ufficiali delle armi e il personale amministrativo, e poi anche ad avere come conduttori navi della stessa classe di quella dei componenti la formazione stessa, con l'unica differenza degli allestimenti interni. Al comando della flottiglia era generalmente preposto un capitano di vascello.

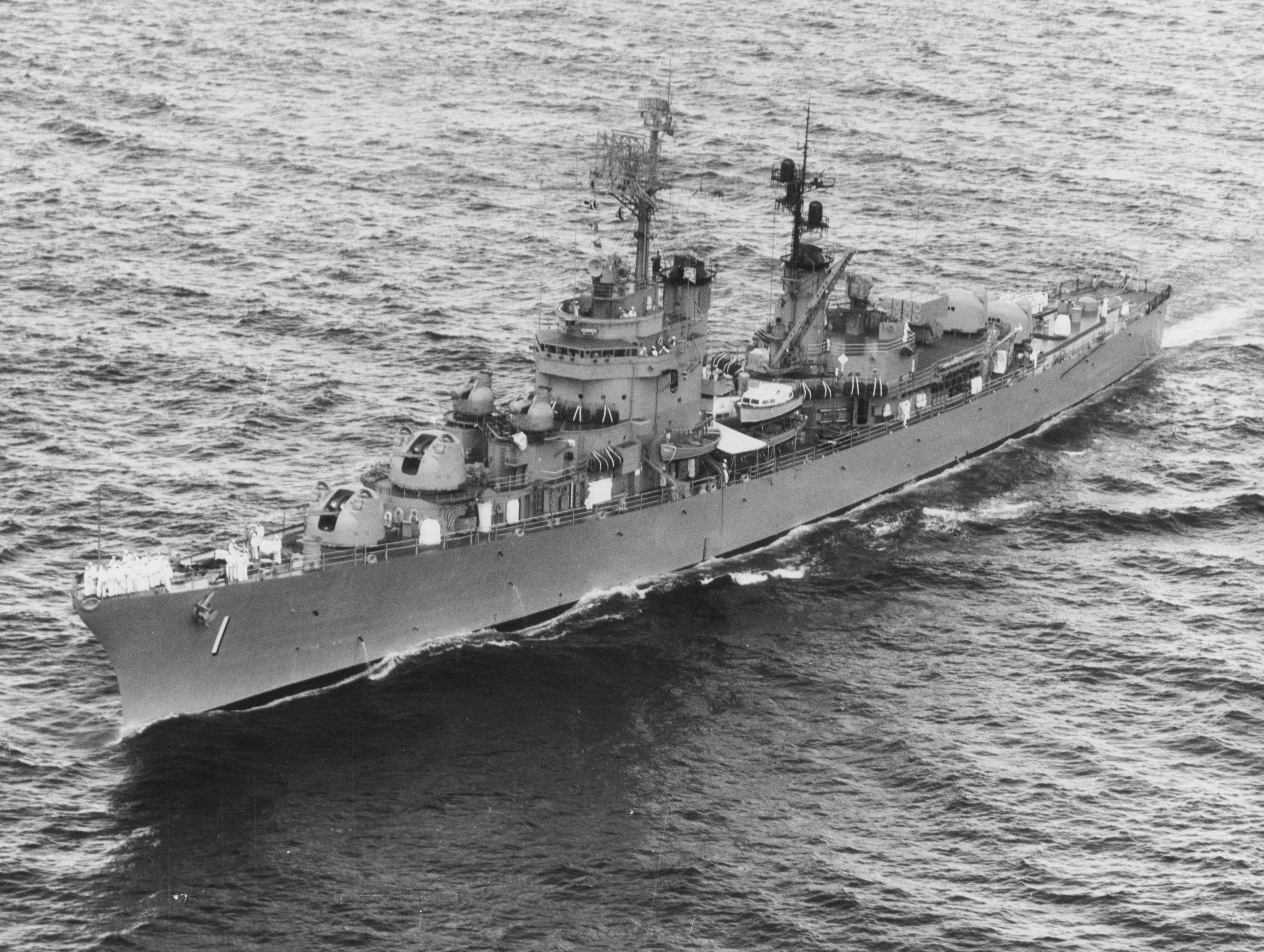
Lo, cacciatorpediniere conduttore statunitense dell'epoca della guerra fredda

Tra le due guerre mondiali nella Marina Sovietica tale compito venne svolto dalle unità della classe Leningrad e poi dal Taškent, costruito in Italia dalla società Odero-Terni-Orlando nel cantiere navale OTO di Livorno, che avrebbe dovuto essere capoclasse di una serie, ma che a causa dello scoppio della seconda guerra mondiale rimase l'unica unità della classe; il suo progetto venne utilizzato dalla Regia Marina per lo sviluppo della progettazione degli incrociatori leggeri classe Capitani Romani, unità di limitato dislocamento, dotate di buon armamento e capaci di raggiungere altissime velocità. L'Attilio Regolo, una delle poche unità di questa classe ad essere entrate in servizio durante il conflitto, svolse il ruolo di "conduttore di flottiglia" in occasione degli eventi che seguirono l'armistizio durante il trasferimento della squadra navale da La Spezia, che vide durante la traversata il tragico episodio dell'affondamento della nave da battaglia Roma.
Tra le unità di questa classe, lo stesso Regolo e lo Scipione Africano, ceduti alla Francia in seguito al trattato di pace in conto riparazione danni di guerra, vennero utilizzati come cacciatorpediniere; in particolare il Regolo, ribattezzato Châteaurenault (D 606), ricoprì in ruolo di conduttore di Flottiglia nella I Flottiglia di Escorteur d'escadre della squadra del Mar Mediterraneo di base a Tolone, mentre lo Scipione, ribattezzato Guichen (D 607) ricoprì il ruolo di portabandiera della Escadre legere dell'Atlantico di base a Brest. La restante unità entrata in servizio, il Pompeo Magno, insieme al Giulio Germanico, semiaffondato prima del completamento in seguito alle vicende armistiziali e recuperato nel cantiere navale di Castellammare di Stabia, vennero ricostruiti come caccia conduttori, e a metà degli anni cinquanta entrarono in servizio nella Marina Militare italiana, ribattezzati rispettivamente San Giorgio (D 562) e San Marco (D 563).
Negli Stati Uniti d'America i cacciatorpediniere conduttore erano contrassegnati dalla sigla DL (Destroyer Leader), che era l'hull classification symbol della United States Navy. Tale classificazione è stata usata dagli anni cinquanta fino al 1975. Queste navi venivano comunemente chiamate fregate, nonostante fossero più grandi delle fregate di altre marine militari; queste navi erano concepite più grandi e con capacità di combattimento superiori a quelle di un cacciatorpediniere, concepiti per guidare una formazione di cacciatorpediniere. Nel 1975 in seguito alla USN ship reclassification queste navi vennero riclassificate cacciatorpediniere lanciamissili (DDG) o incrociatore lanciamissili (CG), e furono circa quaranta le navi che vennero riclassificate.